# Pogonomyrmex fossilis
A Pogonomyrmex fossilis a rovarok (Insecta) osztályának a hártyásszárnyúak (Hymenoptera) rendjébe, ezen belül a hangyák (Formicidae) családjába tartozó fosszilis faj.

## Tudnivalók
A Pogonomyrmex fossilis az eocén kor végén élt, ezelőtt 34 millió éve. Az első maradványát 1930-ban, az Amerikai Egyesült Államokbeli Coloradóban találták meg, illetve írták le. Ezidáig ez a hangya nemének a legidősebb képviselője.
A megtalált kövület 6 milliméter hosszú és 1,2 milliméter széles volt.
Maga a hangya mellett, megtalálták a gyűjtőfészkét is, ahová különböző magokat tárolt télire.

## Fordítás
- Ez a szócikk részben vagy egészben  a   Pogonomyrmex fossilis című angol Wikipédia-szócikk ezen változatának fordításán alapul.  Az eredeti cikk szerkesztőit annak laptörténete sorolja fel. Ez a jelzés csupán a megfogalmazás eredetét és a szerzői jogokat jelzi, nem szolgál a cikkben szereplő információk forrásmegjelöléseként.